# Diipetés
Diipetés (singular y plural; en griego διιπετής "arrojado por Zeus") son objetos, como fragmentos de meteorito, a veces esculpidos con forma humana o animal, venerados en la Antigua Grecia por haber sido arrojados supuestamente por los dioses. Ejemplos de diipetés son el xóanon de Atenea y la imagen de Ártemis de Éfeso. La primitiva tradición judeocristiana tiene imágenes similares conocidas como acheiropoietós ("no hecho por una mano"). 
La revista Diipetes es una publicación cuatrimestral publicada en Grecia desde 1991, que trata sobre el paganismo de las épocas clásica y helenística.